# Пановка (Колышлейский район)
Пановка — деревня в Колышлейском районе Пензенской области России. Входит в состав Плещеевского сельсовета.

## География
Расположено на равнине, в 12 км к западу от р.п. Колышлей, на правом берегу р. Хопер; автодорога связывает с районным центром.

## История
Основано в начале 18 века. В 1747 году – д. Михайловка Завального стана Пензенского уезда помещиков: Анны Васильевны Пановой – вдовы капрала Семена Панова (7 ревизских душ), капрала Ивана Семеновича Панова (20), рейтара Конной гвардии Якова Семеновича Панова (15), всего 43 ревизских души (РГАДА, ф. 350, оп.2, е.хр. 2542, лл. 60 об.-63 об.). Между 1747 и 1762 гг. в деревне помещицей была М.С. Мякинина (данные не проверены). Крестьяне переведены (данные не проверены) из с. Михайловка-Пановка Завального стана Пензенского уезда (ныне с. Пановка Пензенского района)
С 1780 г. – Сердобского уезда Саратовской губернии. (см. карту с. Пановки). В 1795 г. сельцо Михайловка, Пановка тож, секунд-майора Николая Андреевича Арапова с прочими владельцами, 104 двора, 523 ревизских души (РГВИА, ф. ВУА, д. 19014, Серд. уезд, №165). На карте Генерального межевания 1790 г. показана как с. Михайловское, Пановка тож. В конце 18 – начале 19 века с. Михайловка, Пановка тож, принадлежало секунд-майору Николаю Андреевичу Арапову и его жене. 
В середине 19 в. именовалось Араповкой. Крестьяне состояли на барщине; после выхода на волю получили наделы в собственность, однако из-за малоземелья вынуждены были заниматься отходничеством, местными промыслами, работой в помещичьей экономии. После 1861 г. включено в состав Давыдовской волости Сердобского уезда Саратовской губернии. В 1877 г. – 121 двор, 2 ветряные мельницы. В конце 19 века село располагалось в одну улицу вдоль берега р. Хопер в два порядка.
В 1911 г. в селе два крестьянских общества, примерно равных по численности, 225 дворов, работала земская школа, открытая в 1910 г. (в 1916 г. в ней 101 ученик и 2 учителя).
В современной Пановке – сельскохозяйственное предприятие, ранее созданное на базе бывшего совхоза «Чапаевский».
В 19 – начале 20 в. при селе находился Свято-Троицкий женский монастырь, в 1913 г. при нем открыта церковноприходская школа. В 1926 г. на месте монастыря находился поселок, 118 жителей.
В 1939 и 1955 гг. – Давыдовского сельсовета. С 1952 г. – колхоз имени XIX партсъезда. В 1980-е гг. – центральная усадьба совхоза «Чапаевский». Законом Пензенской области от 22.12.2010 г. Пановский сельсовет упразднен, с передачей его территории Плещеевскому сельсовету.
В 2016 г. на месте монастыря Попечительским советом храма св. Аллы был установлен новый поклонный крест. В селе существует община православных верующих, которую окормляет настоятель храма св. Аллы священник Димитрий Пятунин.

## Население
| 1747  | 1795  | 1859 | 1877 | 1897  | 1911  |
| ----- | ----- | ---- | ---- | ----- | ----- |
| 86    | ↗1046 | ↘820 | ↗859 | ↗1183 | ↗1288 |
| 1926  | 1939  | 1959 | 1979 | 1989  | 1996  |
| ↗1638 | ↘1560 | ↘622 | ↗677 | ↗904  | ↗926  |
| 2002  | 2010  |      |      |       |       |
| ↘821  | ↘659  |      |      |       |       |